# 라 시야 천문대

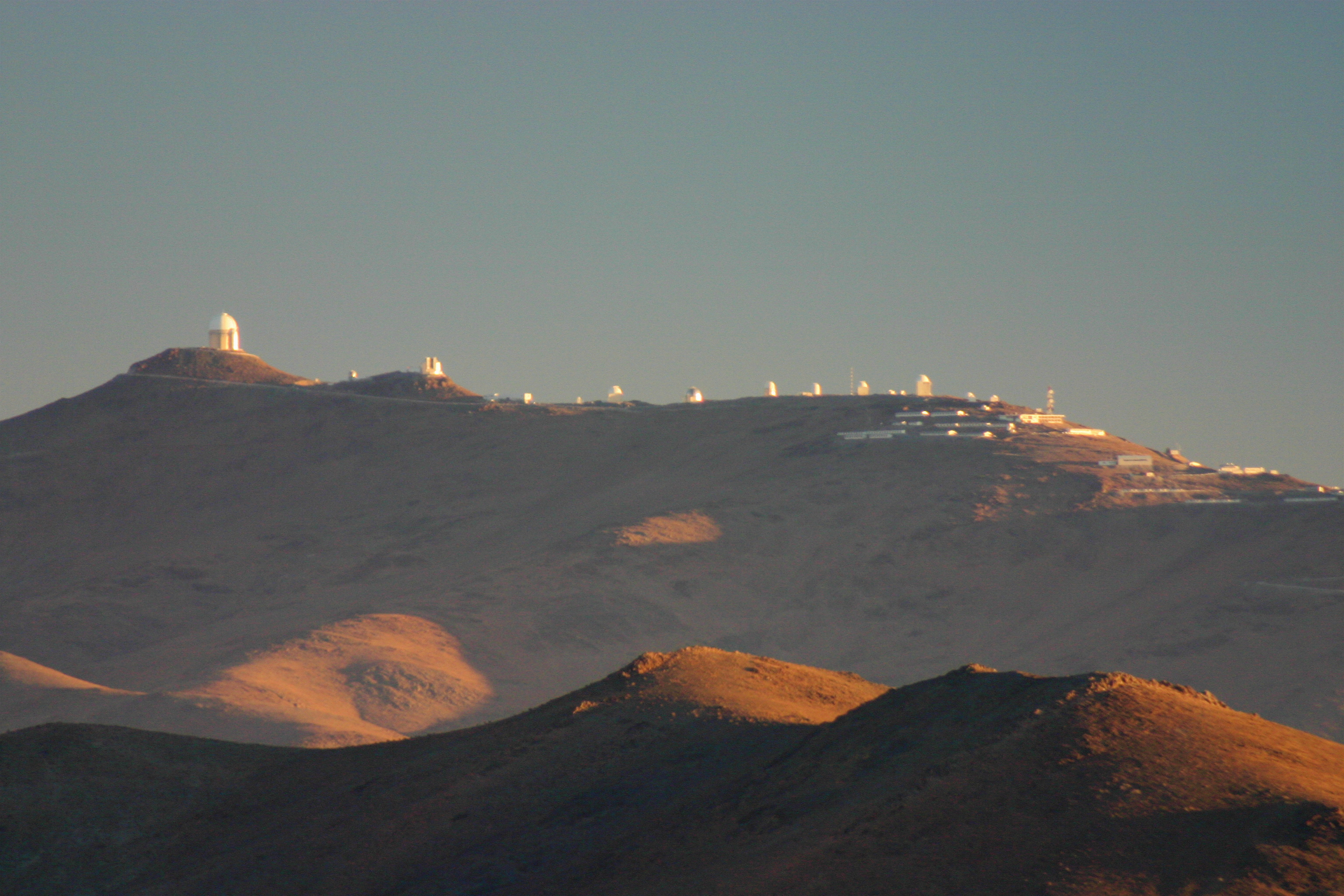
라 시야 천문대 전경

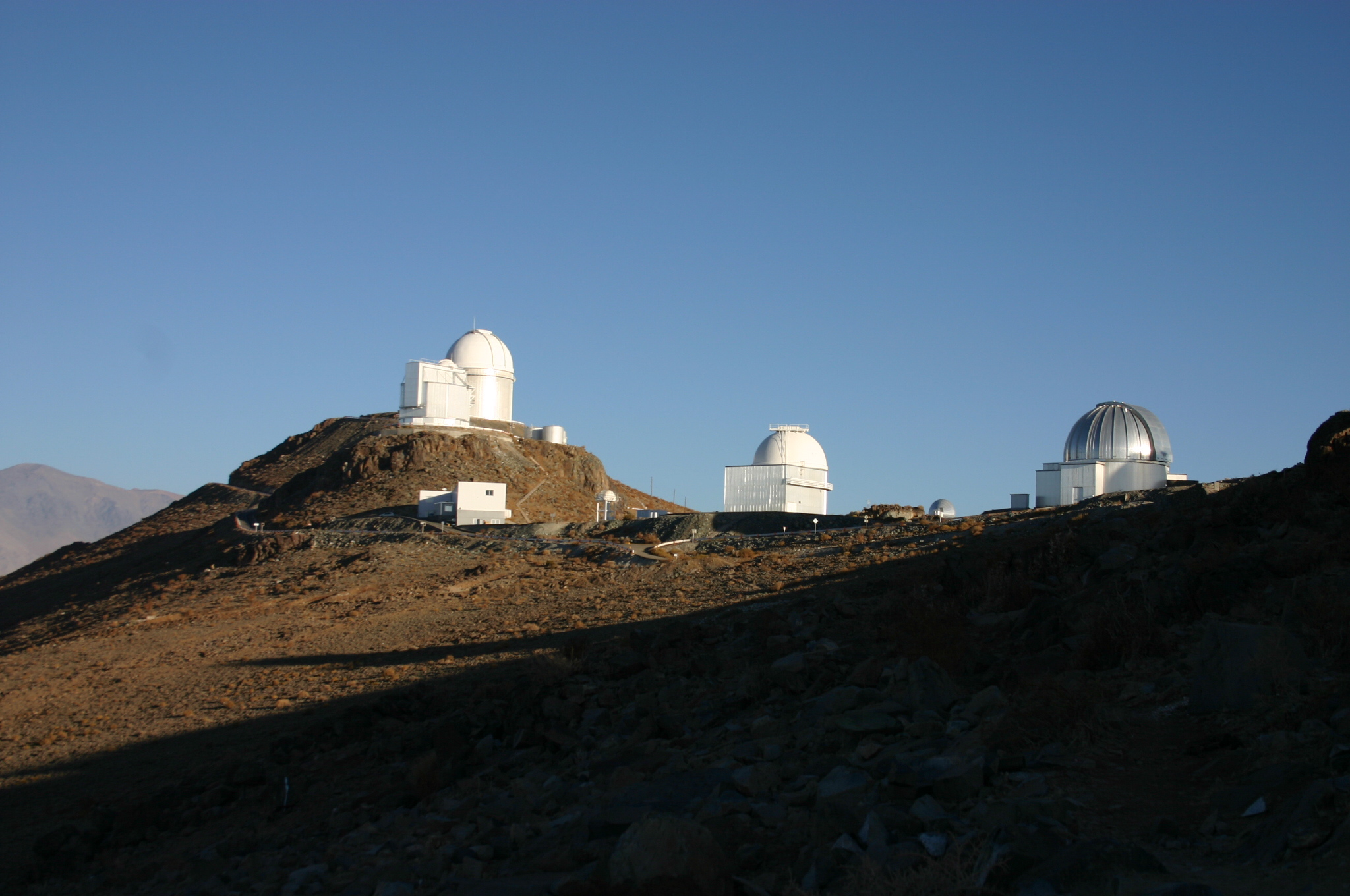
라 시야 산. 2.2m 망원경, SEST 망원경, ESO 1.5m 망원경 등

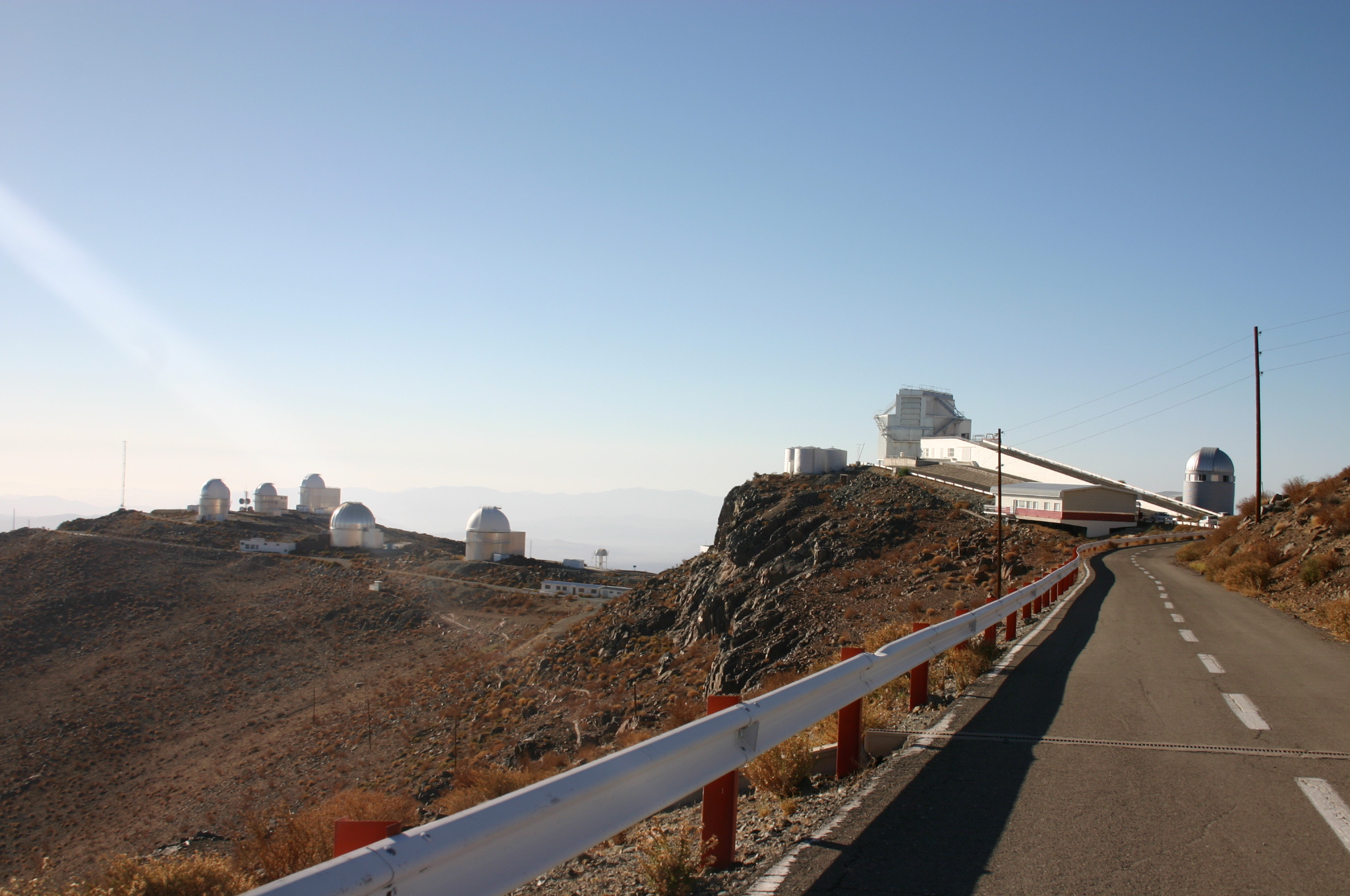
RITZ (Remote Integrated Telescope Zentrum), 3.6m, 2.2m, NTT, ESO 1.5m, ESO 2.2m, ESO 0.5m, 덴마크 1m 망원경 등.

라 시야 천문대(La Silla Observatory)는 칠레에 있는 지구남반구 최대의 천문대 중 하나이다. 2007년 기준으로 18 개의 망원경을 구비하고 있다. 18 개 중 9 개는 유럽 남방 천문대(ESO)가 운영하고 있고, 나머지 중 몇 개도 유럽 남방 천문대가 부분적으로 관리하고 있다.
'라 시야'는 해발 2400 m 높이의 산이다. 칠레의 아타카마 사막의 남쪽 끝과 만난다. 라 세레나 북쪽 160 km 에 위치한다. 위도는 남위 29º 15.3', 경도는 서경 70º 44.3'이다.
산은 원래 ‘신차도’(Cinchado)라고 불리었다가, 현재는 산의 모습을 따 ‘라 시야’(말 안장이라는 뜻)라고 불린다. 산은 매우 한적한 곳에 있으며, 인공적인 불빛이나 먼지와는 격리되어 있다.

## 역사

### 발상
1953년 봄, 천문학자 발터 바데는 유럽의 천문학자들이 공동으로 사용할 수 있는 천문대를 만들자는 발상을 내놓았다. 천문학자들은 1953년 6월 21일 네덜란드 레이던에 모여 이 제안을 처음으로 토의하였다. 그들은 각국으로 돌아가 각국의 동료들과 다시 의논했다. 몇 달 뒤 영국, 벨기에, 프랑스, 독일, 네덜란드의 유럽 6개국에서 온 12명의 천문학 수장들은 레이던 대학 의사당에 모여 이 제안을 논의하였다. 여기서 그들은 역사적인 선언을 하는데, 각국으로 돌아가 각국 정부에게 남아프리카에 직경 3m 짜리 망원경과, 직경 1.m짜리 슈미트 망원경을 갖춘 연합 천문대를 건설할 것을 촉구하기로 한 것이다. 천문학자들은 이 프로젝트가 10년 이내에 완료될 것으로 생각하였다. 학회나 정부 사이의 협력이 필요할 것 같아, ESO 위원회 (EC)가 조직되었다.

### 입지 선택
1964년 2월, 천문대 입지의 후보지로 세 곳이 조사되었다. 조사관이 헬리콥터와 자동차로 이동하여 과툴라메, 신차도, 신차도-북부를 조사했다. 접근성, 기후(건조도), 착륙장을 위한 평평한 대지 존재 여부, 국가 소유 여부 등을 따져보니 신차도-북부가 가장 유력한 후보지였다. 1964년 5월 26일 결국 신차도 산, 즉 라 시야 산이라고도 불리는 산이 최종 건설 후보지가 되었다.

### 부지 매입
1964년 10월 30일 칠레 산티아고에서 ESO와 칠레 정부간의 계약이 성립되었다. 이 계약에 의해 ESO는 라 시야 산을 포함하는 627 제곱미터의 땅을 매입하였다. 칠레 정부가 천문대를 설립하는 데 관심이 있었기 때문에, 비교적 싼 가격에 매입하였다.

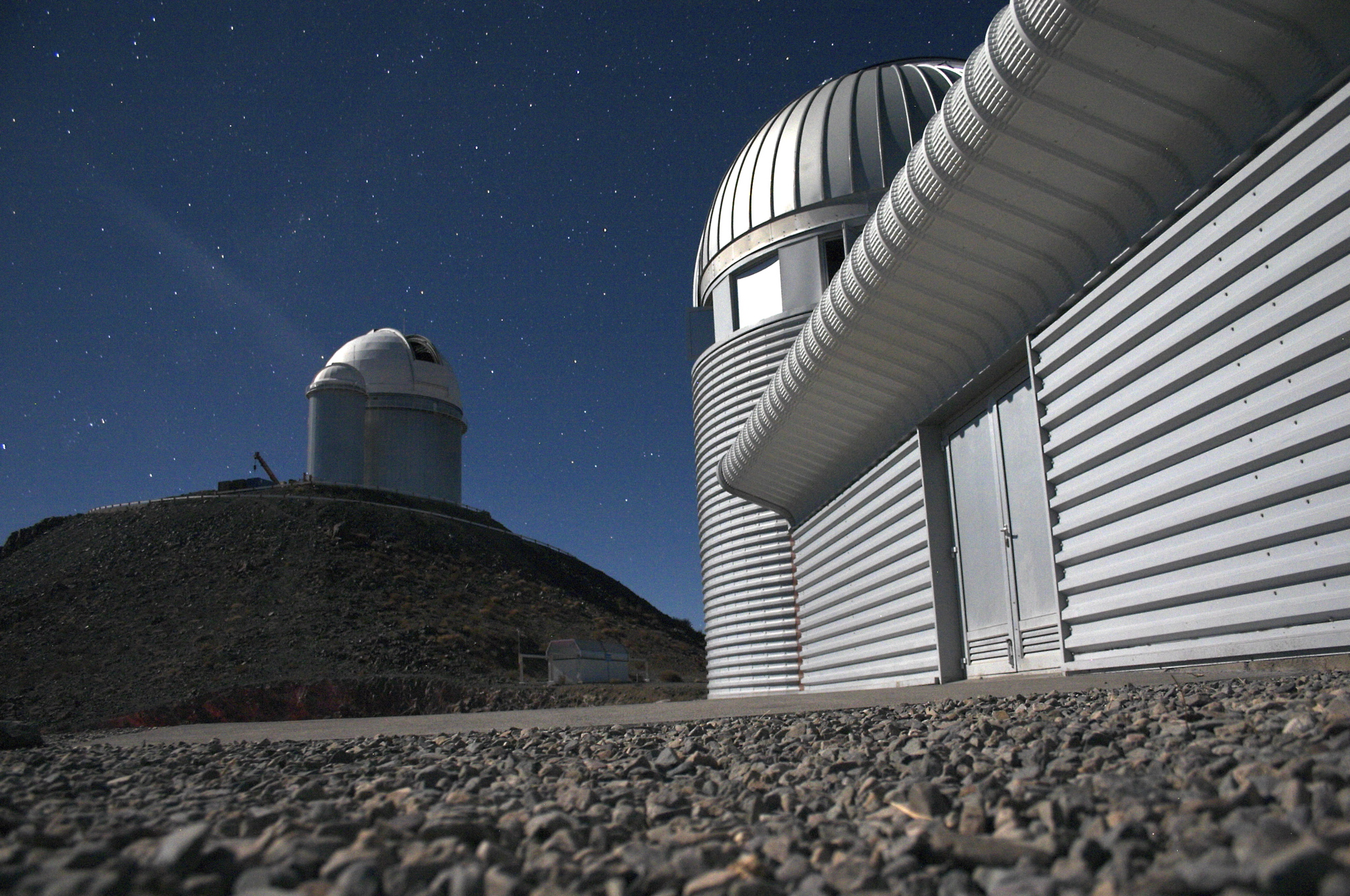
스위스 망원경 앞 테라스에서 바라본 3.6 미터 망원경.(야간)
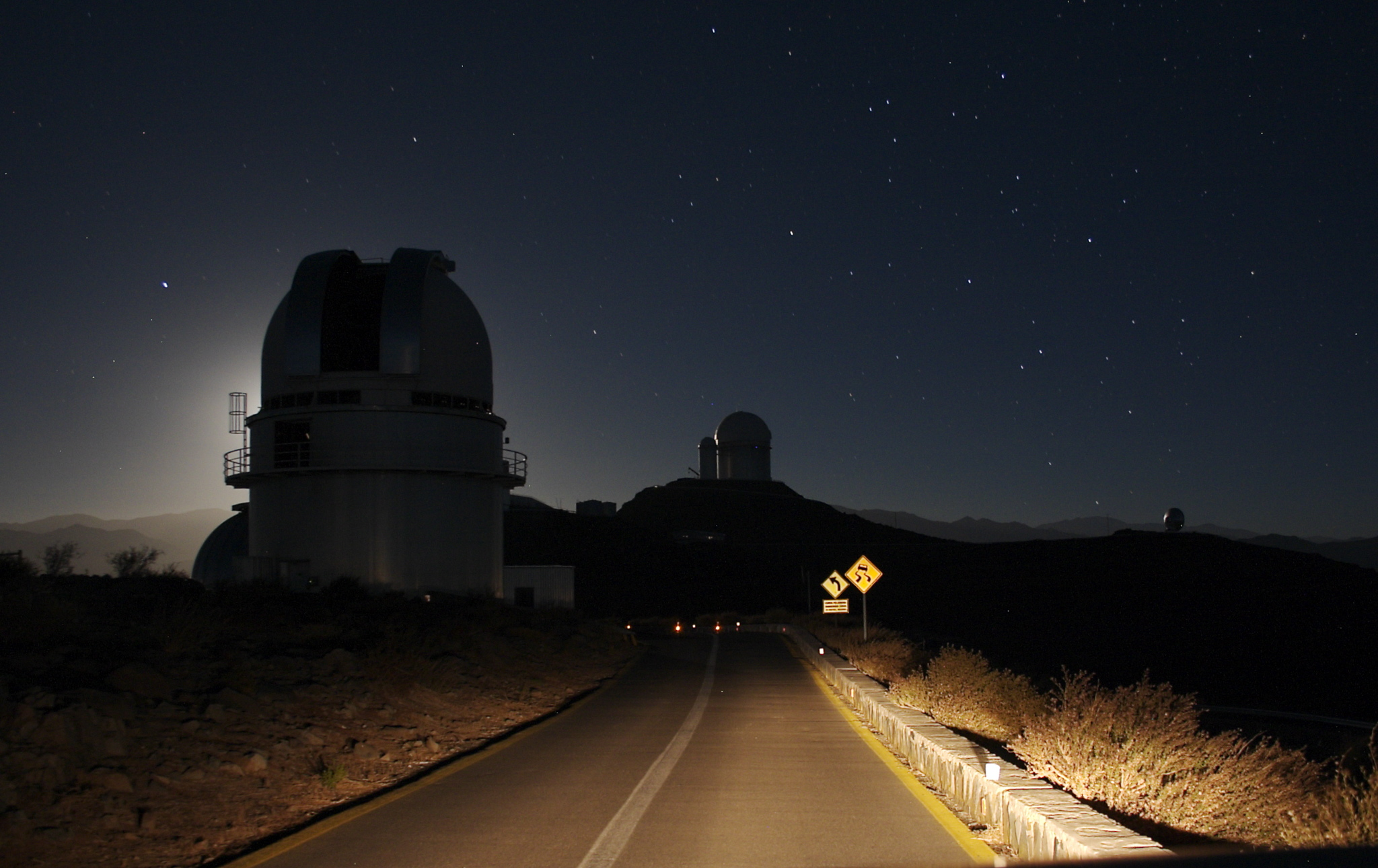
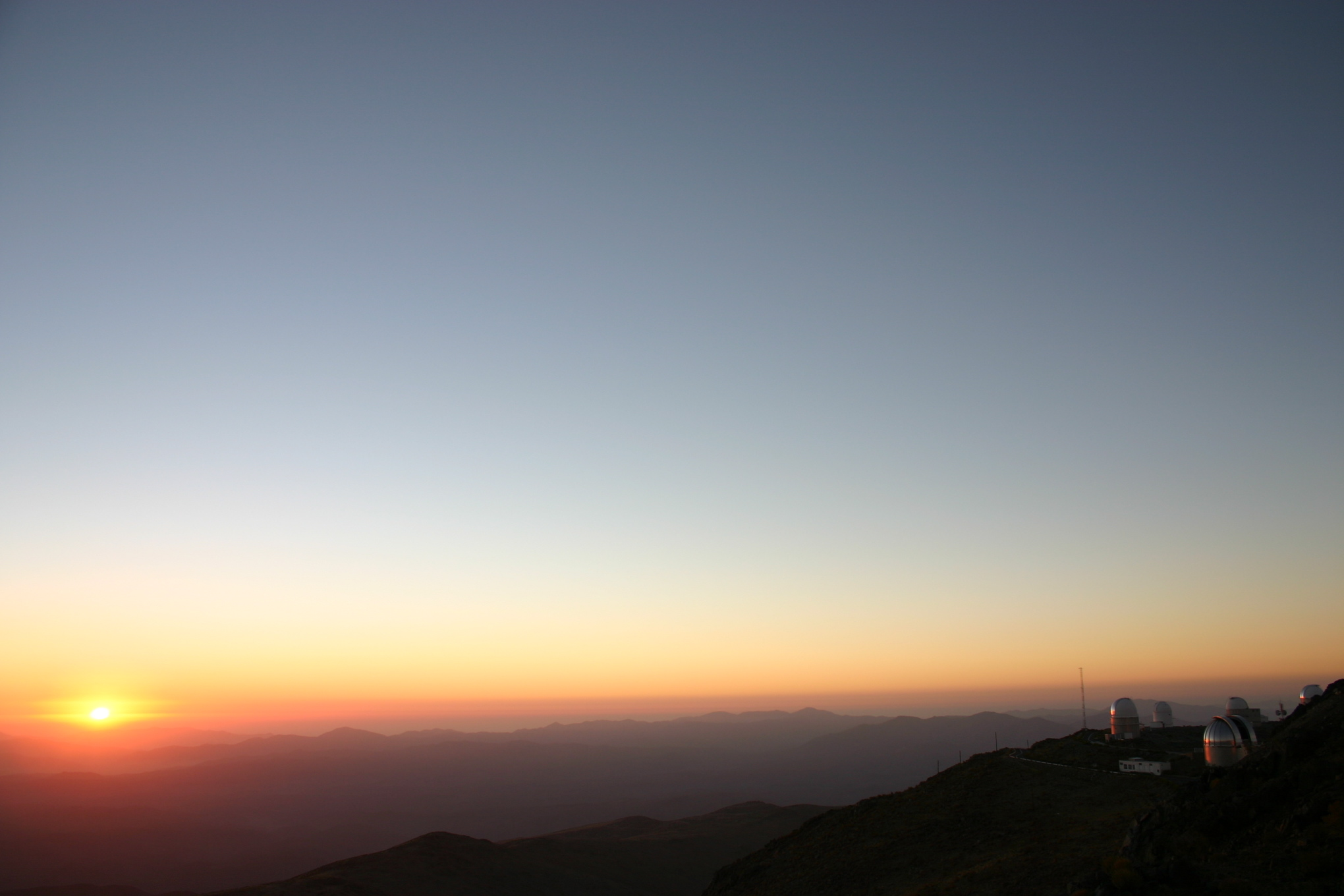

## 같이 보기
- 파라날 천문대
- 유럽 초대형 망원경